# 天兴 (刘武周)
天兴（617年三月—620年四月）：隋朝末期唐朝初期領袖刘武周的年号，歷時3年餘。

## 改元
- 隋大業十三年——三月十七日，劉武周改元為天興元年。[3][4][5]

## 大事记
- 天興四年——四月，秦王李世民大敗劉武周，劉武周北奔突厥。[6]

## 纪年
| 天兴 | 元年  | 二年  | 三年  | 四年  |
| ---- | ----- | ----- | ----- | ----- |
| 公元 | 617年 | 618年 | 619年 | 620年 |
| 干支 | 丁丑  | 戊寅  | 己卯  | 庚辰  |

## 同期存在的其他政权年号
- 中國
  - 大业（605年－618年）：隋朝政权——隋煬帝杨广年号
  - 義寧（617年－618年）：隋朝政权——隋恭帝杨侑年号
  - 皇泰（618年－619年）：隋朝政权——杨侗年号
  - 太平（616年－622年）：隋朝時期——楚政權林士弘年号
  - 丁丑（617年－618年）：隋朝時期——夏政權窦建德年号
  - 安乐（617年－619年）：隋朝時期——涼政權李軌年号
  - 永平（617年－618年）：隋朝時期——魏政權李密年号
  - 正平（617年－618年）：隋朝時期——永樂王郭子和年号
  - 通聖（617年）：隋朝時期——曹武徹年号
  - 秦兴（617年－618年）：隋朝時期——秦政權薛擧年号
  - 鸣凤（617年－618年）：隋朝時期——梁政權蕭銑年号
  - 永隆（618年－628年）：隋朝時期——梁政權梁師都年号
  - 武德（618年－626年）：唐朝政权——唐高祖李淵年号
  - 天壽（618年－619年）：唐朝時期——許政權宇文化及年号
  - 昌達（618年－619年）：唐朝時期——楚政權朱粲年号
  - 五凤（618年－621年）：唐朝時期——夏政權窦建德年号
  - 始兴（618年－624年）：唐朝時期——燕政權高开道年号
  - 法輪（618年）：唐朝時期——齊政權高曇晟年号
  - 开明（619年－621年）：唐朝時期——鄭政權王世充年号
  - 延康（619年－620年）：唐朝時期——梁政權沈法兴年号
  - 明政（619年－621年）：唐朝時期——吳政權李子通年号
  - 义和（614年－619年）：高昌政权——麴伯雅年号
  - 重光（620年－623年）：高昌政权——麴伯雅年号
- 朝鮮半島
  - 建福（584年—634年）：新羅真平王之年號

## 參看
- 中國年號索引
- 其他使用天兴年號的政權

## 深入閱讀
- 李崇智. . 北京: 中華書局. 2001年1月. ISBN 7101025129.
- 徐紅嵐. . 瀋陽: 遼寧教育出版社. 1998年5月. ISBN 7538246193.
- 松橋達良. . 東京: 砂書房. 1994年7月. ISBN 4915818276.